# 天降女子

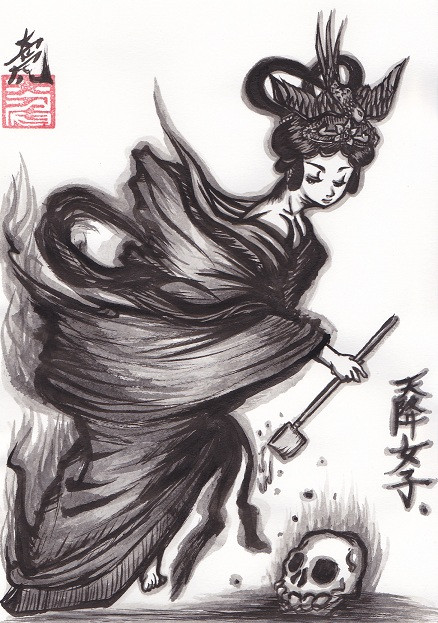
天降女子是鹿儿岛县奄美大岛民间传说中的天女

天降女子（日语：あもろうなぐ）是流傳於琉球奄美大島（今屬日本鹿兒島縣）的天女。亦被記載為天降女、亞母礼女（あもれおなぐ）、天下り女、天の女、又被稱作アモレオナグ、アマオナグ、羽衣美女（はごろもまんじょ）。

## 概要
雖然流傳有與一般天女羽衣傳說相同的故事，卻也有為了尋求男性才從天上降臨至地上的版本。根據傳說，天降女子降臨時會背著白色的風呂敷，並且在當下無論是多麼好的天氣也會下起小雨。
一旦在地上看到男性，便會妖豔地笑著引誘。當男性忍受不住誘惑上鉤時，便會將之殺害。此外天降女子也會手持柄杓，並且會在將柄杓中的水給予男性飲用後奪其性命，再將其靈魂帶到天上去。
即使男性受到誘惑，但如果只是反盯著天降女子瞧，那麼天降女子便會失去耐心從而得以活命。另外，據說在飲用杓中的水時，若是將拿著杓子的手掌朝上，像是撐起杓柄般喝水的話，便不會被天降女子殺害。